# Basilio di Gerusalemme
Basilio (VIII secolo – 838) è stato il patriarca di Gerusalemme tra l'820 e l'838.
Era un allievo del suo predecessore Tommaso. Nell'836 convocò un sinodo a Gerusalemme con i patriarchi di Alessandria e Antiochia e altri vescovi, contro l'iconoclastia e sottoscrisse una lettera all'imperatore Teofilo a favore dell'iconodulia, senza sortire effetto.